# Town of Pines
Town of Pines és una població dels Estats Units a l'estat d'Indiana. Segons el cens del 2000 tenia 798 habitants.

## Demografia
Segons el cens del 2000, Town of Pines tenia 798 habitants, 332 habitatges, i 226 famílies. La densitat de població era de 135,1 habitants/km².
Dels 332 habitatges en un 27,1% hi vivien nens de menys de 18 anys, en un 56% hi vivien parelles casades, en un 7,8% dones solteres, i en un 31,9% no eren unitats familiars. En el 26,8% dels habitatges hi vivien persones soles el 6,9% de les quals corresponia a persones de 65 anys o més que vivien soles. El nombre mitjà de persones vivint en cada habitatge era de 2,4 i el nombre mitjà de persones que vivien en cada família era de 2,92.
Per edats la població es repartia de la següent manera: un 20,7% tenia menys de 18 anys, un 8,6% entre 18 i 24, un 30,1% entre 25 i 44, un 29,6% de 45 a 60 i un 11% 65 anys o més.
L'edat mediana era de 40 anys. Per cada 100 dones de 18 o més anys hi havia 110,3 homes.
La renda mediana per habitatge era de 41.875 $ i la renda mediana per família de 47.143 $. Els homes tenien una renda mediana de 41.000 $ mentre que les dones 22.969 $. La renda per capita de la població era de 19.856 $. Entorn del 4,6% de les famílies i el 8,7% de la població estaven per davall del llindar de pobresa.

## Poblacions més properes
El següent diagrama mostra les poblacions més properes.